# فيرتشوا فايتر (سلسلة)
فيرتشوا فايتر (بالإنجليزية: Virtua Fighter ؛ باليابانية:バーチャファイター) أو المقاتل النبيل هي سلسلة ألعاب القتال ثلاثي الأبعاد طورت ناشر من قبل سيجا و تطوير من قبل سيجاAM2,هي في الأصل لعبة آركيد ممصم لعبة يو سوزوكي المصمم المشهور بالعأب للآركيد.

## قائمة ألعاب فيرتشوا فايتر
- فيرتشوا فايتر : آركيد(1993),(سيجا 32إكس-ساترن(1995)
- فيرتشوا فايتر 2: آركيد(1995),ساترن(1996),ميچا درايف(1997)
- فيرتشوا فايتر 3: آركيد(1998),دريم كاست(1999)
- فيرتشوا فايتر 4: آركيد(2001),بلايستايشن 2(2002)
- فيرتشوا فايتر 5: آركيد(2006),بلاي ستايشن 3(2007),إكس بوكس 360(2007)

## الألعاب آخرى
- فيرتشوا فايتر ريماكس آركيد-ساترن(1995),جيم جير-ماستر سيستم(1996)
- فيرتشوا فايتر أنيميشن جيم جير-ماستر سيستم(1996)
- فيرتشوا فايتر كيدز آركيد-ساترن(1996)
- فايترز ميچاميكس ساترن(1997)
- فيرتشوا كويست نينتندو جيم كيوب-بلايستايشن 2(2005)

## وصلات خارجية
- الموقع الرسمي